# Molnár András (plébános)
Molnár András (1782 – Sárospatak, 1837. december 11.) római katolikus plébános. 

## Élete
Felszenteltetett 1805-ben. Azután segédlelkész, majd 1809-től plébános volt Tolcsván (Zemplén vármegye) és a sátoraljaújhelyi egyházkerület esperese, Zemplén megye táblabírája. 1836-tól Sárospatakon lett plébános és kerületi iskolafelügyelő, itt is hunyt el. 

## Munkái
- Az első kassai püspöknek, mélt. és főt. Szabó András ő nagyságának halottas emlékezete Kassán a székes főtemplomban nov. 23. 1819. Sárospatak, 1820.
- A sátoralja-ujhelyi kegyes oskolák százados ünnepén szent Jakab hava 29. tartott egyházi beszéd. Kassa, 1827.